# Борщевський Сергій Юхимович
У Вікіпедії є статті про інших людей з прізвищем Борщевський.
Сергі́й Юхи́мович Борще́вський (нар. 31 березня 1946, Київ) — український поет, перекладач, дипломат.

## Біографія
Народився 31 березня 1946 р. у м. Києві. Закінчив Київський університет.
Автор перекладів книжок з іспанської мови П. Неруди, Н. Гільєна, Г. Містраль, Г. Гарсії Маркеса, В. Хари, Ф. Майора Сарагоси, Х. Л. Борхеса, К. Х. Сели, М. Варгаса Льйоси, К. Руїса Сафона, А. Карпентьєра і А. Переса-Реверте та ін.
Також переклав понад 30 п'єс з іспанської, англійської, польської, німецької та російської мов. Перший віце-президент Асоціації українських письменників, член Національної спілки театральних діячів України та Національної спілки письменників України.
Після проголошення державної незалежності України тривалий час був на дипломатичній роботі, має ранг Надзвичайного та Повноважного Посланника. Перший секретар управління МЗС України.

## Нагороди та відзнаки
- Нагороджений медаллю святих Кирила і Мефодія УПЦ КП та Почесною грамотою Кабінету міністрів України.
- Лауреат Міжнародної літературної премії імені Івана Кошелівця та літературних премій ім. М.Рильського та ім. М.Гоголя («Тріумф»).
- Премія імені Пантелеймона Куліша (2019),
- Орден Травня (Аргентина) 2013[1].
- Премія «Ars Translationis» (2015)
- Медаль Івана Мазепи (2016)[2]

## Громадська позиція
У червні 2018 року підтримав відкритий лист діячів культури, політиків і правозахисників із закликом до світових лідерів виступити на захист ув'язненого у Росії українського режисера Олега Сенцова й інших політв'язнів.